# ISO 3166-2:KH
ISO 3166-2:KH è uno standard ISO che definisce i codici geografici della Cambogia ed è un sottogruppo del codice ISO 3166-2.
Tali codici sono stati assegnati alle 24 province e all'unica municipalità del paese (anche se tre province sono ancora classificate come municipalità) e sono formati dalla sigla KH-, seguita da un codice numerico a una o due cifre.

## Codici
| Codice | Provincia        | Tipo                                |
| ------ | ---------------- | ----------------------------------- |
| KH-23  | Kep              | municipalità, attualmente provincia |
| KH-24  | Pailin           | municipalità, attualmente provincia |
| KH-18  | Sihanoukville    | municipalità, attualmente provincia |
| KH-12  | Phnom Penh       | municipalità                        |
| KH-2   | Battambang       | provincia                           |
| KH-1   | Banteay Meanchey | provincia                           |
| KH-3   | Kampong Cham     | provincia                           |
| KH-4   | Kampong Chhnang  | provincia                           |
| KH-5   | Kampong Speu     | provincia                           |
| KH-6   | Kampong Thom     | provincia                           |
| KH-7   | Kampot           | provincia                           |
| KH-8   | Kandal           | provincia                           |
| KH-9   | Koh Kong         | provincia                           |
| KH-10  | Kratié           | provincia                           |
| KH-11  | Mondulkiri       | provincia                           |
| KH-22  | Oddar Meancheay  | provincia                           |
| KH-15  | Pursat           | provincia                           |
| KH-13  | Preah Vihear     | provincia                           |
| KH-14  | Prey Veng        | provincia                           |
| KH-16  | Ratanakiri       | provincia                           |
| KH-17  | Siem Reap        | provincia                           |
| KH-19  | Stung Treng      | provincia                           |
| KH-20  | Svay Rieng       | provincia                           |
| KH-21  | Takéo            | provincia                           |
| KH-25  | Tbong Khmum      | provincia                           |